# Liselotte Munk
Liselotte Munk (født 7. februar 1964) er en dansk erhvervsleder.
Hun har en bachelor i forretningsadministration og ledelse fra Aalborg Universitet i 1987 og blev kandidat i strategi og organisationsudvikling fra Copenhagen Business School i 1991. 
Hun startede sin karriere i 1994 som konsulent i Realkredit Danmark. Fra 2000 var hun skadeschef i Almindelig Brand Forsikring og fra 2004 operationel chef i det daværende Fair Forsikring og Kommuneforsikring.
Hun blev i 2008 ansat som underdirektør i TIA Technology, og i 2011 blev hun udnævnt til administrerende direktør samme sted.
Siden december 2015 har hun været Direktør for CSC Nordic's forsikringsforretning.